# كارا ديوغواردي
كارا ديوغواردي هي مغنية وكاتبة أغاني أمريكية ولدت في 9 ديسمبر 1970.

## روابط خارجية
كارا ديوغواردي على موقع IMDb (الإنجليزية)
- كارا ديوغواردي على موقع الموسوعة البريطانية (الإنجليزية)
- كارا ديوغواردي على موقع ميوزك برينز (الإنجليزية)
- كارا ديوغواردي على موقع قاعدة بيانات برودواي على الإنترنت (الإنجليزية)
- كارا ديوغواردي على موقع إن إن دي بي (الإنجليزية)
- كارا ديوغواردي على موقع أول ميوزيك (الإنجليزية)
- كارا ديوغواردي على موقع ديسكوغز (الإنجليزية)
- كارا ديوغواردي على موقع قاعدة بيانات الفيلم (الإنجليزية)